# Christian Paulsen
Paul Detlev Christian Paulsen, född 18 januari 1798 i Flensburg, död 28 december 1854, var en dansk jurist och politiker.

## Biografi
Paulsen uppfostrades vid tyska skolor och universitet, men kände sig dock alltifrån sin tidiga ungdom dragen till Danmark och tog 1824 juris doktorsgrad i Köpenhamn. Hans önskan att bli universitetslärare där förverkligades dock ej, men i stället blev han 1825 professor i Kiel, där hans verksamhet sedan 1830 var en oavbruten kamp mot den slesvig-holsteinska rörelsen. 
I en mängd smärre skrifter och avhandlingar sökte han utbreda riktig kunskap om Slesvigs språkliga och statsrättsliga förhållanden och hade även väsentlig del i uppsättandet av tidningen "Dannevirke" (1838). Han fann likväl intet stöd på högre ort, och stämningen omkring honom blev allt bittrare, så att hans föreläsningar föga besöktes. Efter upprorets utbrott 1848 reste han till Köpenhamn och höll där under de följande åren föreläsningar över slesvigsk rätt. År 1851 blev han ledamot av notabelförsamlingen i Flensburg (han skrev motiveringen till dess författningsförslag) och samma år domare i den nya appellationsdomstolen. Hans viktigaste arbete är Lehrbuch des Privatrechts der Herzogthümer Schleswig und Holstein (1834; andra upplagan 1842). Hans smärre skrifter utkom 1857-59 i tre band.